# Lembocarpus
Lembocarpus é um género botânico pertencente à família Gesneriaceae. Tem uma única espécie, Lembocarpus amoenus Leeuwenb., que é originária do Norte da América do Sul, onde se distribui pela Guiana Francesa e pelo Suriname.
Lembocarpus amoenus foi descrita por Anthonius Josephus Maria Leeuwenberg e publicado em Acta Botanica Neerlandica 7(3): 319, f. 28. 1958.
Trata-se de um género reconhecido pelo sistema de classificação filogenética Angiosperm Phylogeny Website.

## Descrição
É uma planta herbácea, perene, de hábito terrestre, com um pequeno tubérculo anual, peludo e subterrâneo , do qual (por temporada) só emerge uma folha. Inflorescência separada, reduzida a uma só flor. Sépalas livres. Corola tubular a campanulada, com extremidade ligeiramente oblíqua, azul pálida ou branca com as extremidades de cor lilás ou púrpura. O fruto é uma cápsula bivalve deiscente.

## Distribuição e habitat
Pode ser encontrado no Suriname e na Guiana Francesa, onde ocorre em bosques tropicais de montanha, onde cresce em afloramentos graníticos.

## Etimologia
O nome do género deriva das palavras gregas λέμβος ,  lembos = barco , e κασπος ,  karpos = fruta , em alusão ao fruto em forma de barco.